# 加西町
加西町（かさいちょう）は、兵庫県加西郡にかつてあった町。

## 歴史
1889年（明治22年）に 町村制施行によって、加西郡九会村、富合村が設置された。1955年（昭和30年）3月30日に、九会村、富合村が合併し、加西町となった。合併両村の大字を継承して17大字を編成した。1967年（昭和42年）4月1日に、北条町、泉町、加西町が合併し、加西市の一部となり、17大字は、同市の町名となった。

### 沿革
- 1955年（昭和30年）3月30日 - 九会村・富合村が合併して発足。
- 1967年（昭和42年）4月1日 - 北条町・泉町と合併して加西市が発足。同日加西町廃止。